# In Zghmir
In Zghmir (também conhecida como In Z'Ghmir), é uma cidade e comuna localizada na província de Adrar, no centro-sul da Argélia. Em 2008, sua população era de 16 185 habitantes.